# Wadim Sergejewitsch Jepantschinzew
Wadim Sergejewitsch Jepantschinzew (russisch Вадим Сергеевич Епанчинцев; * 16. März 1976 in Orsk, Russische SFSR) ist ein ehemaliger russischer Eishockeyspieler, der seit 2019 mit einer Unterbrechung Cheftrainer des HK Jugra Chanty-Mansijsk in der Wysschaja Hockey-Liga ist.

## Karriere

### Als Spieler
Wadim Jepantschinzew begann seine Karriere als Eishockeyspieler in seiner Heimatstadt in der Nachwuchsabteilung von Juschny Ural Orsk, für dessen Profimannschaft er in der Saison 1992/93 sein Debüt in der Saison 1992/93 sein Debüt in der zweiten russischen Spielklasse gab. Anschließend spielte der Center vier Jahre lang für den HK Spartak Moskau – zunächst in der Internationalen Hockey-Liga und in der Saison 1996/97 in deren Nachfolgewettbewerb, der Superliga. In dieser Zeit wurde er sowohl beim NHL Entry Draft 1994 von den Tampa Bay Lightning in der dritten Runde als insgesamt 55. Spieler, als auch beim CHL Import Draft desselben Jahres von den Kitchener Rangers als insgesamt 22. Spieler ausgewählt, blieb aber bei Spartak. Erst die Saison 1997/98 verbrachte der Russe in Nordamerika, wo er für die Cleveland Lumberjacks in der International Hockey League und die Hampton Roads Admirals in der ECHL aktiv war. 
Von 1998 bis 2000 stand Jepantschinzew bei Metallurg Nowokusnezk in der Superliga unter Vertrag. In der Folgezeit konnte sich der ehemalige Junioren-Nationalspieler in der Superliga als Stammspieler etablieren und spielte bis 2006 für Sewerstal Tscherepowez, Ak Bars Kasan und Chimik Moskowskaja Oblast. In der Saison 2003/04 war er als Spieler von Ak Bars Kasan mit einer Plus/Minus-Bilanz von +29 ligaweit führender in dieser Wertung. Von 2006 bis 2009 stand er für den Hauptstadtklub HK ZSKA Moskau unter Vertrag, mit dem er zunächst am Spielbetrieb der Superliga und in der Saison 2008/09 in der neu gegründeten Kontinentalen Hockey-Liga teilnahm. 
Die Saison 2009/10 begann Jepantschinzew beim HK Dynamo Moskau. Diesen verließ er nach 36 Einsätzen, in denen er zwei Tore erzielt hatte und elf Vorlagen gab, im Januar 2010 und unterschrieb einen Vertrag bei seinem Ex-Klub aus Mytischtschi, der 2008 seinen Namen von Chimik Moskowskaja Oblast in Atlant Mytischtschi geändert hatte. Die folgende Spielzeit begann er beim KHL-Konkurrenten Neftechimik Nischnekamsk, kehrte jedoch bereits nach nur zwei absolvierten Spielen im September 2010 zu Atlant Mytischtschi zurück. Dort beendete er seine Karriere im April 2011.

### International
Für Russland nahm Jepantschinzew im Juniorenbereich an der U18-Junioren-Europameisterschaft 1994 sowie der Junioren-Weltmeisterschaft 1995 und 1996 teil. Bei den ersten beiden Turnieren gewann er mit seinen Mannschaften jeweils die Silbermedaille; 1996 durfte sich Jepantschinzew zusätzlich mit der Bronzemedaille schmücken.
Mit der russischen Herrenauswahl nahm er an der Weltmeisterschaft 1997 teil und verpasste als Vierter die Medaillenränge knapp.

### Als Trainer
Nach seinem Karriereende war Jepantschinzew bis Dezember 2011 Assistenztrainer bei Spartak Moskau, ehe er im Januar 2012 zu Atlant zurückkehrte und bis 2013 dem Trainerstab des Juniorenteams Atlanty angehörte. Ab Januar 2013 war er Assistenztrainer beim MHK Spartak, dem Juniorenteam von Spartak Moskau, ehe er im Oktober 2014 zum Cheftrainer des Teams befördert wurde.
Zwischen 2015 und 2017 arbeitete er beim HK Saryarka Karaganda in Kasachstan, zunächst erneut als Assistenztrainer und ab September 2016 als Cheftrainer.
Ab April 2017 war er Cheftrainer beim Profi-Team von Spartak Moskau in der KHL und erreichte mit Spartak erstmals seit mehreren Jahren wieder die Play-offs. Nach einem durchwachsenen Start in die Saison 2018/19 mit nur 8 Siegen aus 19 Spielen wurde er am 19. Oktober 2018 entlassen. Seit 2019 ist er mit einer Unterbrechung Cheftrainer des HK Jugra Chanty-Mansijsk in der Wysschaja Hockey-Liga. Lediglich 2022/23 war er in gleicher Funktion beim KHL-Klub Amur Chabarowsk tätig. 2021 gewann er mit dem HK Jugra die Wysschaja Hockey-Liga und wurde zum Trainer des Jahres der Liga gewählt.

## Erfolge und Auszeichnungen
- 1998 Kelly-Cup-Gewinn mit den Hampton Roads Admirals
- 2004 Beste Plus/Minus-Bilanz der Superliga
- 2021 Gewinn der Wysschaja Hockey-Liga (als Trainer)
- 2021 Trainer des Jahres der Wysschaja Hockey-Liga

### International
- 1994 Silbermedaille bei der U18-Junioren-Europameisterschaft
- 1995 Silbermedaille bei der Junioren-Weltmeisterschaft
- 1996 Bronzemedaille bei der Junioren-Weltmeisterschaft